# Élections municipales de 2026 dans le Puy-de-Dôme
Pour un article plus général, voir Élections municipales françaises de 2026.
Les élections municipales dans le Puy-de-Dôme sont prévues en mars 2026. Cette page ne traite que les communes de 3 000 habitants et plus dans le Puy-de-Dôme.

## Résultats à l'échelle du département

### Maires sortants et maires élus
| Commune                 | Population (en 2022) | Maire sortant(e)        | Parti | Parti | Maire élu(e) | Parti | Parti |
| ----------------------- | -------------------- | ----------------------- | ----- | ----- | ------------ | ----- | ----- |
| Ambert                  | 6 556                | Guy Gorbinet            |       | DVD   |              |       |       |
| Aubière                 | 10 273               | Sylvain Casildas        |       | DVD   |              |       |       |
| Aulnat                  | 4 127                | Christine Mandon        |       | DVG   |              |       |       |
| Beaumont                | 10 787               | Jean-Paul Cuzin         |       | DVC   |              |       |       |
| Billom                  | 4 826                | Jean-Michel Charlat     |       | PCF   |              |       |       |
| Blanzat                 | 3 729                | Richard Bert            |       | PCF   |              |       |       |
| Brassac-les-Mines       | 3 380                | Fabien Besseyre         |       | SE    |              |       |       |
| Cébazat                 | 8 949                | Flavien Neuvy           |       | UDI   |              |       |       |
| Le Cendre               | 5 455                | Hervé Prononce          |       | HOR   |              |       |       |
| Ceyrat                  | 6 548                | Anne-Marie Picard       |       | LR    |              |       |       |
| Chamalières             | 17 591               | Louis Giscard d'Estaing |       | UDI   |              |       |       |
| Châteaugay              | 3 143                | René Darteyre           |       | DVG   |              |       |       |
| Châtel-Guyon            | 6 294                | Frédéric Bonnichon      |       | LR    |              |       |       |
| Clermont-Ferrand        | 147 751              | Olivier Bianchi         |       | PS    |              |       |       |
| Cournon-d'Auvergne      | 20 020               | François Rage           |       | PS    |              |       |       |
| Courpière               | 4 109                | Laurent Clivillé        |       | DVG   |              |       |       |
| Gerzat                  | 10 268               | Serge Pichot            |       | DVC   |              |       |       |
| Issoire                 | 15 078               | Bertrand Barraud        |       | LR    |              |       |       |
| Lempdes                 | 8 646                | Henri Gisselbrecht      |       | DVD   |              |       |       |
| Lezoux                  | 6 468                | Alain Cosson            |       | DVD   |              |       |       |
| Les Martres-de-Veyre    | 3 786                | Pascal Pigot            |       | PS    |              |       |       |
| Maringues               | 3 140                | Denis Beauvais          |       | LR    |              |       |       |
| Mozac                   | 3 889                | Marc Régnoux            |       | DVG   |              |       |       |
| Mur-sur-Allier          | 3 102                | Vincent Mazin           |       | SE    |              |       |       |
| Orcines                 | 3 584                | Jean-Marc Morvan        |       | DVD   |              |       |       |
| Pont-du-Château         | 12 422               | Patrick Perrin          |       | DVG   |              |       |       |
| Riom                    | 18 680               | Pierre Pécoul           |       | DVD   |              |       |       |
| La Roche-Blanche        | 3 373                | Jean-Pierre Roussel     |       | DVG   |              |       |       |
| Romagnat                | 7 905                | Laurent Brunmurol       |       | DVD   |              |       |       |
| Royat                   | 4 420                | Marcel Aledo            |       | LR    |              |       |       |
| Saint-Éloy-les-Mines    | 3 484                | Anthony Palermo         |       | DVG   |              |       |       |
| Saint-Genès-Champanelle | 3 974                | Christophe Vial         |       | PS    |              |       |       |
| Thiers                  | 11 686               | Stéphane Rodier         |       | DVG   |              |       |       |
| Vertaizon               | 3 442                | Jean-Jacques Cavalière  |       | SE    |              |       |       |
| Veyre-Monton            | 3 698                | Gilles Pétel            |       | PS    |              |       |       |
| Vic-le-Comte            | 5 336                | Antoine Desforges       |       | PS    |              |       |       |
| Volvic                  | 4 779                | Laurent Thévenot        |       | DVD   |              |       |       |

### Résultats en nombre de maires
| Partis       | Partis                               | Maires sortants | Maires élus | Évolution |
| ------------ | ------------------------------------ | --------------- | ----------- | --------- |
|              | Divers gauche                        | 8               |             |           |
|              | Parti socialiste                     | 6               |             |           |
|              | Parti communiste français            | 2               |             |           |
| Total gauche | Total gauche                         | 16              |             |           |
|              | Divers droite                        | 8               |             |           |
|              | Les Républicains                     | 5               |             |           |
| Total droite | Total droite                         | 13              |             |           |
|              | Divers centre                        | 2               |             |           |
|              | Union des démocrates et indépendants | 2               |             |           |
|              | Horizons                             | 1               |             |           |
| Total centre | Total centre                         | 5               |             |           |
|              | Sans étiquette                       | 3               |             |           |
| Total        | Total                                | 37              | 37          | -         |

## Résultats dans les communes de plus de 3 000 habitants

### Ambert
- Maire sortant : Guy Gorbinet (DVD)
- 29 sièges à pourvoir au conseil municipal (population légale 2022 : 6 556 habitants)
- 16 sièges à pourvoir au conseil communautaire (CC Ambert Liardois Forez)

| Tête de liste            | Tête de liste  | Parti(s) | Nuance | Premier tour | Premier tour | Second tour | Second tour | Sièges | Sièges |
| Tête de liste            | Tête de liste  | Parti(s) | Nuance | Voix         | %            | Voix        | %           | CM     | CC     |
| ------------------------ | -------------- | -------- | ------ | ------------ | ------------ | ----------- | ----------- | ------ | ------ |
|                          | Didier Doré    | SE       |        |              |              |             |             |        |        |
|                          | Myriam Fougère | LR       |        |              |              |             |             |        |        |
|                          |                |          |        |              |              |             |             |        |        |
| Exprimés                 |                |          |        |              |              |             |             |        |        |
| Votes blancs             |                |          |        |              |              |             |             |        |        |
| Votes nuls               |                |          |        |              |              |             |             |        |        |
| Total                    | Total          | Total    | Total  |              | 100          |             | 100         | 29     | 16     |
| Absentions               |                |          |        |              |              |             |             |        |        |
| Inscrits / participation |                |          |        |              |              |             |             |        |        |

### Aubière
- Maire sortant : Sylvain Casildas (DVD)
- 33 sièges à pourvoir au conseil municipal (population légale 2022 : 10 273 habitants)
- 3 sièges à pourvoir au conseil communautaire (Clermont Auvergne Métropole)

| Tête de liste | Tête de liste | Parti(s) | Nuance | Premier tour | Premier tour | Second tour | Second tour | Sièges | Sièges |
| Tête de liste | Tête de liste | Parti(s) | Nuance | Voix         | %            | Voix        | %           | CM     | CC     |
| ------------- | ------------- | -------- | ------ | ------------ | ------------ | ----------- | ----------- | ------ | ------ |

### Aulnat
- Maire sortante : Christine Mandon (DVG)
- 27 sièges à pourvoir au conseil municipal (population légale 2022 : 4 127 habitants)
- 2 sièges à pourvoir au conseil communautaire (Clermont Auvergne Métropole)

| Tête de liste            | Tête de liste     | Parti(s) | Nuance | Premier tour | Premier tour | Second tour | Second tour | Sièges | Sièges |
| Tête de liste            | Tête de liste     | Parti(s) | Nuance | Voix         | %            | Voix        | %           | CM     | CC     |
| ------------------------ | ----------------- | -------- | ------ | ------------ | ------------ | ----------- | ----------- | ------ | ------ |
|                          | Christine Mandon, | DVG      |        |              |              |             |             |        |        |
|                          |                   |          |        |              |              |             |             |        |        |
| Exprimés                 |                   |          |        |              |              |             |             |        |        |
| Votes blancs             |                   |          |        |              |              |             |             |        |        |
| Votes nuls               |                   |          |        |              |              |             |             |        |        |
| Total                    | Total             | Total    | Total  |              | 100          |             | 100         | 27     | 2      |
| Absentions               |                   |          |        |              |              |             |             |        |        |
| Inscrits / participation |                   |          |        |              |              |             |             |        |        |

### Beaumont
- Maire sortant : Jean-Paul Cuzin (DVC), ne se représente pas[3].
- 33 sièges à pourvoir au conseil municipal (population légale 2022 : 10 787 habitants)
- 3 sièges à pourvoir au conseil communautaire (Clermont Auvergne Métropole)

| Tête de liste | Tête de liste | Parti(s) | Nuance | Premier tour | Premier tour | Second tour | Second tour | Sièges | Sièges |
| Tête de liste | Tête de liste | Parti(s) | Nuance | Voix         | %            | Voix        | %           | CM     | CC     |
| ------------- | ------------- | -------- | ------ | ------------ | ------------ | ----------- | ----------- | ------ | ------ |

### Billom
- Maire sortant : Jean-Michel Charlat (PCF)
- 27 sièges à pourvoir au conseil municipal (population légale 2022 : 4 826 habitants)
- 9 sièges à pourvoir au conseil communautaire (Billom Communauté)

| Tête de liste | Tête de liste | Parti(s) | Nuance | Premier tour | Premier tour | Second tour | Second tour | Sièges | Sièges |
| Tête de liste | Tête de liste | Parti(s) | Nuance | Voix         | %            | Voix        | %           | CM     | CC     |
| ------------- | ------------- | -------- | ------ | ------------ | ------------ | ----------- | ----------- | ------ | ------ |

### Blanzat
- Maire sortant : Richard Bert (PCF)
- 27 sièges à pourvoir au conseil municipal (population légale 2022 : 3 729 habitants)
- 2 sièges à pourvoir au conseil communautaire (Clermont Auvergne Métropole)

| Tête de liste            | Tête de liste | Parti(s) | Nuance | Premier tour | Premier tour | Second tour | Second tour | Sièges | Sièges |
| Tête de liste            | Tête de liste | Parti(s) | Nuance | Voix         | %            | Voix        | %           | CM     | CC     |
| ------------------------ | ------------- | -------- | ------ | ------------ | ------------ | ----------- | ----------- | ------ | ------ |
|                          | Richard Bert, | PCF      |        |              |              |             |             |        |        |
|                          |               |          |        |              |              |             |             |        |        |
| Exprimés                 |               |          |        |              |              |             |             |        |        |
| Votes blancs             |               |          |        |              |              |             |             |        |        |
| Votes nuls               |               |          |        |              |              |             |             |        |        |
| Total                    | Total         | Total    | Total  |              | 100          |             | 100         | 27     | 2      |
| Absentions               |               |          |        |              |              |             |             |        |        |
| Inscrits / participation |               |          |        |              |              |             |             |        |        |

### Brassac-les-Mines
- Maire sortant : Fabien Besseyre (SE)
- 23 sièges à pourvoir au conseil municipal (population légale 2022 : 3 380 habitants)
- 5 sièges à pourvoir au conseil communautaire (Agglo Pays d'Issoire)

| Tête de liste            | Tête de liste    | Parti(s) | Nuance | Premier tour | Premier tour | Second tour | Second tour | Sièges | Sièges |
| Tête de liste            | Tête de liste    | Parti(s) | Nuance | Voix         | %            | Voix        | %           | CM     | CC     |
| ------------------------ | ---------------- | -------- | ------ | ------------ | ------------ | ----------- | ----------- | ------ | ------ |
|                          | Fabien Besseyre, | SE       |        |              |              |             |             |        |        |
|                          |                  |          |        |              |              |             |             |        |        |
| Exprimés                 |                  |          |        |              |              |             |             |        |        |
| Votes blancs             |                  |          |        |              |              |             |             |        |        |
| Votes nuls               |                  |          |        |              |              |             |             |        |        |
| Total                    | Total            | Total    | Total  |              | 100          |             | 100         | 23     | 5      |
| Absentions               |                  |          |        |              |              |             |             |        |        |
| Inscrits / participation |                  |          |        |              |              |             |             |        |        |

### Cébazat
- Maire sortant : Flavien Neuvy (UDI)
- 29 sièges à pourvoir au conseil municipal (population légale 2022 : 8 949 habitants)
- 2 sièges à pourvoir au conseil communautaire (Clermont Auvergne Métropole)

| Tête de liste            | Tête de liste  | Parti(s) | Nuance | Premier tour | Premier tour | Second tour | Second tour | Sièges | Sièges |
| Tête de liste            | Tête de liste  | Parti(s) | Nuance | Voix         | %            | Voix        | %           | CM     | CC     |
| ------------------------ | -------------- | -------- | ------ | ------------ | ------------ | ----------- | ----------- | ------ | ------ |
|                          | Flavien Neuvy, | UDI      |        |              |              |             |             |        |        |
|                          |                |          |        |              |              |             |             |        |        |
| Exprimés                 |                |          |        |              |              |             |             |        |        |
| Votes blancs             |                |          |        |              |              |             |             |        |        |
| Votes nuls               |                |          |        |              |              |             |             |        |        |
| Total                    | Total          | Total    | Total  |              | 100          |             | 100         | 29     | 2      |
| Absentions               |                |          |        |              |              |             |             |        |        |
| Inscrits / participation |                |          |        |              |              |             |             |        |        |

### Le Cendre
- Maire sortant : Hervé Prononce (HOR)
- 29 sièges à pourvoir au conseil municipal (population légale 2022 : 5 455 habitants)
- 2 sièges à pourvoir au conseil communautaire (Clermont Auvergne Métropole)

| Tête de liste | Tête de liste | Parti(s) | Nuance | Premier tour | Premier tour | Second tour | Second tour | Sièges | Sièges |
| Tête de liste | Tête de liste | Parti(s) | Nuance | Voix         | %            | Voix        | %           | CM     | CC     |
| ------------- | ------------- | -------- | ------ | ------------ | ------------ | ----------- | ----------- | ------ | ------ |

### Ceyrat
- Maire sortante : Anne-Marie Picard (LR)
- 29 sièges à pourvoir au conseil municipal (population légale 2022 : 6 548 habitants)
- 2 sièges à pourvoir au conseil communautaire (Clermont Auvergne Métropole)

| Tête de liste | Tête de liste | Parti(s) | Nuance | Premier tour | Premier tour | Second tour | Second tour | Sièges | Sièges |
| Tête de liste | Tête de liste | Parti(s) | Nuance | Voix         | %            | Voix        | %           | CM     | CC     |
| ------------- | ------------- | -------- | ------ | ------------ | ------------ | ----------- | ----------- | ------ | ------ |

### Chamalières
- Maire sortant : Louis Giscard d'Estaing (UDI)
- 33 sièges à pourvoir au conseil municipal (population légale 2022 : 17 591 habitants)
- 5 sièges à pourvoir au conseil communautaire (Clermont Auvergne Métropole)

| Tête de liste | Tête de liste | Parti(s) | Nuance | Premier tour | Premier tour | Second tour | Second tour | Sièges | Sièges |
| Tête de liste | Tête de liste | Parti(s) | Nuance | Voix         | %            | Voix        | %           | CM     | CC     |
| ------------- | ------------- | -------- | ------ | ------------ | ------------ | ----------- | ----------- | ------ | ------ |

### Châteaugay
- Maire sortant : René Darteyre (DVG)
- 23 sièges à pourvoir au conseil municipal (population légale 2022 : 3 143 habitants)
- 1 siège à pourvoir au conseil communautaire (Clermont Auvergne Métropole)

| Tête de liste | Tête de liste | Parti(s) | Nuance | Premier tour | Premier tour | Second tour | Second tour | Sièges | Sièges |
| Tête de liste | Tête de liste | Parti(s) | Nuance | Voix         | %            | Voix        | %           | CM     | CC     |
| ------------- | ------------- | -------- | ------ | ------------ | ------------ | ----------- | ----------- | ------ | ------ |

### Châtel-Guyon
- Maire sortant : Frédéric Bonnichon (LR)
- 29 sièges à pourvoir au conseil municipal (population légale 2022 : 6 294 habitants)
- 5 sièges à pourvoir au conseil communautaire (CA Riom Limagne et Volcans)

| Tête de liste | Tête de liste | Parti(s) | Nuance | Premier tour | Premier tour | Second tour | Second tour | Sièges | Sièges |
| Tête de liste | Tête de liste | Parti(s) | Nuance | Voix         | %            | Voix        | %           | CM     | CC     |
| ------------- | ------------- | -------- | ------ | ------------ | ------------ | ----------- | ----------- | ------ | ------ |

### Clermont-Ferrand
- Maire sortant : Olivier Bianchi (PS)
- 55 sièges à pourvoir au conseil municipal (population légale 2022 : 147 751 habitants)
- 38 siège à pourvoir au conseil communautaire (Clermont Auvergne Métropole)

| Tête de liste            | Tête de liste    | Parti(s) | Nuance | Premier tour | Premier tour | Second tour | Second tour | Sièges | Sièges |
| Tête de liste            | Tête de liste    | Parti(s) | Nuance | Voix         | %            | Voix        | %           | CM     | CC     |
| ------------------------ | ---------------- | -------- | ------ | ------------ | ------------ | ----------- | ----------- | ------ | ------ |
|                          | À déterminer     | LFI      |        |              |              |             |             |        |        |
|                          | Olivier Bianchi, | PS       |        |              |              |             |             |        |        |
|                          | À déterminer,    | RE-LR    |        |              |              |             |             |        |        |
|                          |                  |          |        |              |              |             |             |        |        |
| Exprimés                 |                  |          |        |              |              |             |             |        |        |
| Votes blancs             |                  |          |        |              |              |             |             |        |        |
| Votes nuls               |                  |          |        |              |              |             |             |        |        |
| Total                    | Total            | Total    | Total  |              | 100          |             | 100         | 55     | 38     |
| Absentions               |                  |          |        |              |              |             |             |        |        |
| Inscrits / participation |                  |          |        |              |              |             |             |        |        |

### Cournon-d'Auvergne
- Maire sortant : François Rage (PS)
- 35 sièges à pourvoir au conseil municipal (population légale 2022 : 20 020 habitants)
- 6 sièges à pourvoir au conseil communautaire (Clermont Auvergne Métropole)

| Tête de liste            | Tête de liste  | Parti(s) | Nuance | Premier tour | Premier tour | Second tour | Second tour | Sièges | Sièges |
| Tête de liste            | Tête de liste  | Parti(s) | Nuance | Voix         | %            | Voix        | %           | CM     | CC     |
| ------------------------ | -------------- | -------- | ------ | ------------ | ------------ | ----------- | ----------- | ------ | ------ |
|                          | François Rage, | PS       |        |              |              |             |             |        |        |
|                          |                |          |        |              |              |             |             |        |        |
| Exprimés                 |                |          |        |              |              |             |             |        |        |
| Votes blancs             |                |          |        |              |              |             |             |        |        |
| Votes nuls               |                |          |        |              |              |             |             |        |        |
| Total                    | Total          | Total    | Total  |              | 100          |             | 100         | 35     | 6      |
| Absentions               |                |          |        |              |              |             |             |        |        |
| Inscrits / participation |                |          |        |              |              |             |             |        |        |

### Courpière
- Maire sortant : Laurent Clivillé (DVG)
- 27 sièges à pourvoir au conseil municipal (population légale 2022 : 4 109 habitants)
- 6 sièges à pourvoir au conseil communautaire (Thiers Dore et Montagne)

| Tête de liste | Tête de liste | Parti(s) | Nuance | Premier tour | Premier tour | Second tour | Second tour | Sièges | Sièges |
| Tête de liste | Tête de liste | Parti(s) | Nuance | Voix         | %            | Voix        | %           | CM     | CC     |
| ------------- | ------------- | -------- | ------ | ------------ | ------------ | ----------- | ----------- | ------ | ------ |

### Gerzat
- Maire sortant : Serge Pichot (DVC)
- 33 sièges à pourvoir au conseil municipal (population légale 2022 : 10 268 habitants)
- 3 sièges à pourvoir au conseil communautaire (Clermont Auvergne Métropole)

| Tête de liste            | Tête de liste | Parti(s) | Nuance | Premier tour | Premier tour | Second tour | Second tour | Sièges | Sièges |
| Tête de liste            | Tête de liste | Parti(s) | Nuance | Voix         | %            | Voix        | %           | CM     | CC     |
| ------------------------ | ------------- | -------- | ------ | ------------ | ------------ | ----------- | ----------- | ------ | ------ |
|                          | Serge Pichot, | DVC      |        |              |              |             |             |        |        |
|                          |               |          |        |              |              |             |             |        |        |
| Exprimés                 |               |          |        |              |              |             |             |        |        |
| Votes blancs             |               |          |        |              |              |             |             |        |        |
| Votes nuls               |               |          |        |              |              |             |             |        |        |
| Total                    | Total         | Total    | Total  |              | 100          |             | 100         | 33     | 3      |
| Absentions               |               |          |        |              |              |             |             |        |        |
| Inscrits / participation |               |          |        |              |              |             |             |        |        |

### Issoire
- Maire sortant : Bertrand Barraud (LR)
- 33 sièges à pourvoir au conseil municipal (population légale 2022 : 15 078 habitants)
- 23 sièges à pourvoir au conseil communautaire (Agglo Pays d'Issoire)

| Tête de liste            | Tête de liste     | Parti(s) | Nuance | Premier tour | Premier tour | Second tour | Second tour | Sièges | Sièges |
| Tête de liste            | Tête de liste     | Parti(s) | Nuance | Voix         | %            | Voix        | %           | CM     | CC     |
| ------------------------ | ----------------- | -------- | ------ | ------------ | ------------ | ----------- | ----------- | ------ | ------ |
|                          | Bertrand Barraud, | LR       |        |              |              |             |             |        |        |
|                          |                   |          |        |              |              |             |             |        |        |
| Exprimés                 |                   |          |        |              |              |             |             |        |        |
| Votes blancs             |                   |          |        |              |              |             |             |        |        |
| Votes nuls               |                   |          |        |              |              |             |             |        |        |
| Total                    | Total             | Total    | Total  |              | 100          |             | 100         | 33     | 23     |
| Absentions               |                   |          |        |              |              |             |             |        |        |
| Inscrits / participation |                   |          |        |              |              |             |             |        |        |

### Lempdes
- Maire sortant : Henri Gisselbrecht (DVD)
- 29 sièges à pourvoir au conseil municipal (population légale 2022 : 8 646 habitants)
- 2 sièges à pourvoir au conseil communautaire (Clermont Auvergne Métropole)

| Tête de liste | Tête de liste | Parti(s) | Nuance | Premier tour | Premier tour | Second tour | Second tour | Sièges | Sièges |
| Tête de liste | Tête de liste | Parti(s) | Nuance | Voix         | %            | Voix        | %           | CM     | CC     |
| ------------- | ------------- | -------- | ------ | ------------ | ------------ | ----------- | ----------- | ------ | ------ |

### Lezoux
- Maire sortant : Alain Cosson (DVD), ne se représente pas[3].
- 29 sièges à pourvoir au conseil municipal (population légale 2022 : 6 468 habitants)
- 10 sièges à pourvoir au conseil communautaire (CC Entre Dore et Allier)

| Tête de liste | Tête de liste | Parti(s) | Nuance | Premier tour | Premier tour | Second tour | Second tour | Sièges | Sièges |
| Tête de liste | Tête de liste | Parti(s) | Nuance | Voix         | %            | Voix        | %           | CM     | CC     |
| ------------- | ------------- | -------- | ------ | ------------ | ------------ | ----------- | ----------- | ------ | ------ |

### Les Martres-de-Veyre
- Maire sortant : Pascal Pigot (PS), ne se représente pas[3].
- 27 sièges à pourvoir au conseil municipal (population légale 2022 : 3 786 habitants)
- 5 sièges à pourvoir au conseil communautaire (Mond'Arverne Communauté)

| Tête de liste | Tête de liste | Parti(s) | Nuance | Premier tour | Premier tour | Second tour | Second tour | Sièges | Sièges |
| Tête de liste | Tête de liste | Parti(s) | Nuance | Voix         | %            | Voix        | %           | CM     | CC     |
| ------------- | ------------- | -------- | ------ | ------------ | ------------ | ----------- | ----------- | ------ | ------ |

### Maringues
- Maire sortant : Denis Beauvais (LR)
- 23 sièges à pourvoir au conseil municipal (population légale 2022 : 3 140 habitants)
- 6 sièges à pourvoir au conseil communautaire (CC Plaine Limagne)

| Tête de liste            | Tête de liste   | Parti(s) | Nuance | Premier tour | Premier tour | Second tour | Second tour | Sièges | Sièges |
| Tête de liste            | Tête de liste   | Parti(s) | Nuance | Voix         | %            | Voix        | %           | CM     | CC     |
| ------------------------ | --------------- | -------- | ------ | ------------ | ------------ | ----------- | ----------- | ------ | ------ |
|                          | Denis Beauvais, | LR       |        |              |              |             |             |        |        |
|                          |                 |          |        |              |              |             |             |        |        |
| Exprimés                 |                 |          |        |              |              |             |             |        |        |
| Votes blancs             |                 |          |        |              |              |             |             |        |        |
| Votes nuls               |                 |          |        |              |              |             |             |        |        |
| Total                    | Total           | Total    | Total  |              | 100          |             | 100         | 23     | 6      |
| Absentions               |                 |          |        |              |              |             |             |        |        |
| Inscrits / participation |                 |          |        |              |              |             |             |        |        |

### Mozac
- Maire sortant : Marc Régnoux (DVG)
- 27 sièges à pourvoir au conseil municipal (population légale 2022 : 3 889 habitants)
- 3 sièges à pourvoir au conseil communautaire (CA Riom Limagne et Volcans)

| Tête de liste | Tête de liste | Parti(s) | Nuance | Premier tour | Premier tour | Second tour | Second tour | Sièges | Sièges |
| Tête de liste | Tête de liste | Parti(s) | Nuance | Voix         | %            | Voix        | %           | CM     | CC     |
| ------------- | ------------- | -------- | ------ | ------------ | ------------ | ----------- | ----------- | ------ | ------ |

### Mur-sur-Allier
- Maire sortant : Vincent Mazin (SE)
- 27 sièges à pourvoir au conseil municipal (population légale 2022 : 3 102 habitants)
- 7 sièges à pourvoir au conseil communautaire (Billom Communauté)

| Tête de liste | Tête de liste | Parti(s) | Nuance | Premier tour | Premier tour | Second tour | Second tour | Sièges | Sièges |
| Tête de liste | Tête de liste | Parti(s) | Nuance | Voix         | %            | Voix        | %           | CM     | CC     |
| ------------- | ------------- | -------- | ------ | ------------ | ------------ | ----------- | ----------- | ------ | ------ |

### Orcines
- Maire sortant : Jean-Marc Morvan (DVD)
- 27 sièges à pourvoir au conseil municipal (population légale 2022 : 3 584 habitants)
- 1 siège à pourvoir au conseil communautaire (Clermont Auvergne Métropole)

| Tête de liste | Tête de liste | Parti(s) | Nuance | Premier tour | Premier tour | Second tour | Second tour | Sièges | Sièges |
| Tête de liste | Tête de liste | Parti(s) | Nuance | Voix         | %            | Voix        | %           | CM     | CC     |
| ------------- | ------------- | -------- | ------ | ------------ | ------------ | ----------- | ----------- | ------ | ------ |

### Pont-du-Château
- Maire sortant : Patrick Perrin (DVG)
- 33 sièges à pourvoir au conseil municipal (population légale 2022 : 12 422 habitants)
- 3 sièges à pourvoir au conseil communautaire (Clermont Auvergne Métropole)

| Tête de liste | Tête de liste | Parti(s) | Nuance | Premier tour | Premier tour | Second tour | Second tour | Sièges | Sièges |
| Tête de liste | Tête de liste | Parti(s) | Nuance | Voix         | %            | Voix        | %           | CM     | CC     |
| ------------- | ------------- | -------- | ------ | ------------ | ------------ | ----------- | ----------- | ------ | ------ |

### Riom
- Maire sortant : Pierre Pécoul (DVD), ne se représente pas[3].
- 33 sièges à pourvoir au conseil municipal (population légale 2022 : 18 680 habitants)
- 17 sièges à pourvoir au conseil communautaire (CA Riom Limagne et Volcans)

| Tête de liste | Tête de liste | Parti(s) | Nuance | Premier tour | Premier tour | Second tour | Second tour | Sièges | Sièges |
| Tête de liste | Tête de liste | Parti(s) | Nuance | Voix         | %            | Voix        | %           | CM     | CC     |
| ------------- | ------------- | -------- | ------ | ------------ | ------------ | ----------- | ----------- | ------ | ------ |

### La Roche-Blanche
- Maire sortant : Jean-Pierre Roussel (DVG)
- 23 sièges à pourvoir au conseil municipal (population légale 2022 : 3 373 habitants)
- 5 sièges à pourvoir au conseil communautaire (Mond'Arverne Communauté)

| Tête de liste | Tête de liste | Parti(s) | Nuance | Premier tour | Premier tour | Second tour | Second tour | Sièges | Sièges |
| Tête de liste | Tête de liste | Parti(s) | Nuance | Voix         | %            | Voix        | %           | CM     | CC     |
| ------------- | ------------- | -------- | ------ | ------------ | ------------ | ----------- | ----------- | ------ | ------ |

### Romagnat
- Maire sortant : Laurent Brunmurol (DVD)
- 29 sièges à pourvoir au conseil municipal (population légale 2022 : 7 905 habitants)
- 2 sièges à pourvoir au conseil communautaire (Clermont Auvergne Métropole)

| Tête de liste | Tête de liste | Parti(s) | Nuance | Premier tour | Premier tour | Second tour | Second tour | Sièges | Sièges |
| Tête de liste | Tête de liste | Parti(s) | Nuance | Voix         | %            | Voix        | %           | CM     | CC     |
| ------------- | ------------- | -------- | ------ | ------------ | ------------ | ----------- | ----------- | ------ | ------ |

### Royat
- Maire sortant : Marcel Aledo (LR)
- 27 sièges à pourvoir au conseil municipal (population légale 2022 : 4 420 habitants)
- 2 sièges à pourvoir au conseil communautaire (Clermont Auvergne Métropole)

| Tête de liste | Tête de liste | Parti(s) | Nuance | Premier tour | Premier tour | Second tour | Second tour | Sièges | Sièges |
| Tête de liste | Tête de liste | Parti(s) | Nuance | Voix         | %            | Voix        | %           | CM     | CC     |
| ------------- | ------------- | -------- | ------ | ------------ | ------------ | ----------- | ----------- | ------ | ------ |

### Saint-Éloy-les-Mines
- Maire sortant : Anthony Palermo (DVG)
- 23 sièges à pourvoir au conseil municipal (population légale 2022 : 3 484 habitants)
- 11 sièges à pourvoir au conseil communautaire (CC du Pays de Saint-Éloy)

| Tête de liste | Tête de liste | Parti(s) | Nuance | Premier tour | Premier tour | Second tour | Second tour | Sièges | Sièges |
| Tête de liste | Tête de liste | Parti(s) | Nuance | Voix         | %            | Voix        | %           | CM     | CC     |
| ------------- | ------------- | -------- | ------ | ------------ | ------------ | ----------- | ----------- | ------ | ------ |

### Saint-Genès-Champanelle
- Maire sortant : Christophe Vial (PS)
- 27 sièges à pourvoir au conseil municipal (population légale 2022 : 3 974 habitants)
- 2 sièges à pourvoir au conseil communautaire (Clermont Auvergne Métropole)

| Tête de liste | Tête de liste | Parti(s) | Nuance | Premier tour | Premier tour | Second tour | Second tour | Sièges | Sièges |
| Tête de liste | Tête de liste | Parti(s) | Nuance | Voix         | %            | Voix        | %           | CM     | CC     |
| ------------- | ------------- | -------- | ------ | ------------ | ------------ | ----------- | ----------- | ------ | ------ |

### Thiers
- Maire sortant : Stéphane Rodier (DVG)
- 33 sièges à pourvoir au conseil municipal (population légale 2022 : 11 686 habitants)
- 17 sièges à pourvoir au conseil communautaire (Thiers Dore et Montagne)

| Tête de liste | Tête de liste | Parti(s) | Nuance | Premier tour | Premier tour | Second tour | Second tour | Sièges | Sièges |
| Tête de liste | Tête de liste | Parti(s) | Nuance | Voix         | %            | Voix        | %           | CM     | CC     |
| ------------- | ------------- | -------- | ------ | ------------ | ------------ | ----------- | ----------- | ------ | ------ |

### Vertaizon
- Maire sortant : Jean-Jacques Cavalière (SE)
- 23 sièges à pourvoir au conseil municipal (population légale 2022 : 3 442 habitants)
- 6 sièges à pourvoir au conseil communautaire (Billom Communauté)

| Tête de liste | Tête de liste | Parti(s) | Nuance | Premier tour | Premier tour | Second tour | Second tour | Sièges | Sièges |
| Tête de liste | Tête de liste | Parti(s) | Nuance | Voix         | %            | Voix        | %           | CM     | CC     |
| ------------- | ------------- | -------- | ------ | ------------ | ------------ | ----------- | ----------- | ------ | ------ |

### Veyre-Monton
- Maire sortant : Gilles Pétel (PS)
- 27 sièges à pourvoir au conseil municipal (population légale 2022 : 3 698 habitants)
- 5 sièges à pourvoir au conseil communautaire (Mond'Arverne Communauté)

| Tête de liste | Tête de liste | Parti(s) | Nuance | Premier tour | Premier tour | Second tour | Second tour | Sièges | Sièges |
| Tête de liste | Tête de liste | Parti(s) | Nuance | Voix         | %            | Voix        | %           | CM     | CC     |
| ------------- | ------------- | -------- | ------ | ------------ | ------------ | ----------- | ----------- | ------ | ------ |

### Vic-le-Comte
- Maire sortant : Antoine Desforges (PS)
- 29 sièges à pourvoir au conseil municipal (population légale 2022 : 5 336 habitants)
- 7 sièges à pourvoir au conseil communautaire (Mond'Arverne Communauté)

| Tête de liste            | Tête de liste      | Parti(s) | Nuance | Premier tour | Premier tour | Second tour | Second tour | Sièges | Sièges |
| Tête de liste            | Tête de liste      | Parti(s) | Nuance | Voix         | %            | Voix        | %           | CM     | CC     |
| ------------------------ | ------------------ | -------- | ------ | ------------ | ------------ | ----------- | ----------- | ------ | ------ |
|                          | Antoine Desforges, | PS       |        |              |              |             |             |        |        |
|                          |                    |          |        |              |              |             |             |        |        |
| Exprimés                 |                    |          |        |              |              |             |             |        |        |
| Votes blancs             |                    |          |        |              |              |             |             |        |        |
| Votes nuls               |                    |          |        |              |              |             |             |        |        |
| Total                    | Total              | Total    | Total  |              | 100          |             | 100         | 29     | 7      |
| Absentions               |                    |          |        |              |              |             |             |        |        |
| Inscrits / participation |                    |          |        |              |              |             |             |        |        |

### Volvic
- Maire sortant : Laurent Thévenot (DVD)
- 27 sièges à pourvoir au conseil municipal (population légale 2022 : 4 779 habitants)
- 4 sièges à pourvoir au conseil communautaire (CA Riom Limagne et Volcans)

| Tête de liste | Tête de liste | Parti(s) | Nuance | Premier tour | Premier tour | Second tour | Second tour | Sièges | Sièges |
| Tête de liste | Tête de liste | Parti(s) | Nuance | Voix         | %            | Voix        | %           | CM     | CC     |
| ------------- | ------------- | -------- | ------ | ------------ | ------------ | ----------- | ----------- | ------ | ------ |